# يان ليهان
يان ليهان (بالإنجليزية: Jan Lehane)‏ مواليد 9 يوليو 1941 في أستراليا، هي لاعبة كرة مضرب أسترالية معتزلة. هي إحدى بطلات الجراند سلام حيث فازت بالبطولة الأسترالية مرتين في فئة الزوجي.

## النهائيات

### الفردي (الوصافة 4)
| الحصيلة | السنة | البطولة            | الأرضية | المنافس           | النتيجة  |
| ------- | ----- | ------------------ | ------- | ----------------- | -------- |
| الوصافة | 1960  | البطولة الأسترالية | عشبية   | مارغريت سميث كورت | 5–7, 2–6 |
| الوصافة | 1961  | البطولة الأسترالية | عشبية   | مارغريت سميث كورت | 1–6, 4–6 |
| الوصافة | 1962  | البطولة الأسترالية | عشبية   | مارغريت سميث كورت | 0–6, 2–6 |
| الوصافة | 1963  | البطولة الأسترالية | عشبية   | مارغريت سميث كورت | 2–6, 2–6 |

### الزوجي: (الوصافة 3)
| الحصيلة | السنة | البطولة            | الأرضية | الشريك            | المنافس                             | النتيجة       |
| ------- | ----- | ------------------ | ------- | ----------------- | ----------------------------------- | ------------- |
| الوصافة | 1961  | البطولة الأسترالية | عشبية   | ماري هوتون        | ماري كارتر ريتانو مارغريت سميث كورت | 4–6, 6–3, 5–7 |
| الوصافة | 1961  | ويمبلدون           | عشبية   | مارغريت سميث كورت | كارين هنتز سوسمان بيلي جين كينغ     | 3–6, 4–6      |
| الوصافة | 1963  | البطولة الأسترالية | عشبية   | ليزلي تيرنر باوري | روبين إبيرن مارغريت سميث كورت       | 1–6, 3–6      |

### الزوجي المختلط (الألقاب 2)
| الحصيلة | السنة | البطولة            | الأرضية | الشريك        | المنافس                      | النتيجة  |
| ------- | ----- | ------------------ | ------- | ------------- | ---------------------------- | -------- |
| الفوز   | 1960  | البطولة الأسترالية | عشبية   | تريفور فانكوت | كريستين ترومان مارتن موليجان | 6–2, 7–5 |
| الفوز   | 1961  | البطولة الأسترالية | عشبية   | بوب هيويت     | ماري كارتر ريتانو جون بيرس   | 9–7, 6–2 |

## الخط الزمني للفردي
مفتاح
| ف | ن | ن.ن | ر.ن | د# | د.م | ل | أ.أ | ت | غ | ب | ف | ذ | م.خ | ل.ت |

(ف) فاز بالبطولة (ن) وصل النهائي (ن.ن) نصف النهائي (ر.ن) ربع النهائي (د#) الأدوار الأربعة الأولى (د.م) دور المجموعات (ل) شارك في كأس ديفيز (أ.أ) خرج من الأدوار الاولى (ت) خسر التصفيات التأهيلية (غ) غاب عن الحدث أو البطولة (ب) حصل على ميدالية برونزية (ف) حصل على ميدالية فضية (ذ) حصل على ميدالية ذهبية (م.خ) بطولة الماسترز خُفضت إلى مرتبة أقل (ل.ت) البطولة لم تعقد في السنة المعينة.
لتجنب الارتباك وازدواجية الحساب، يتم تحديث هذه المعلومات إما في نهاية البطولة، أو عندما تكون مشاركة اللاعب في البطولة قد انتهت.
| الدورة           | 1958  | 1959  | 1960  | 1961  | 1962  | 1963  | 1964  | 1965  | 1966  | 1967  | 1968  | 1969  | 1970  | 1971  | 1972  | 1973  | 1974  | 1975  | 1976  | 1977   | إجمالي ف/م |
| ---------------- | ----- | ----- | ----- | ----- | ----- | ----- | ----- | ----- | ----- | ----- | ----- | ----- | ----- | ----- | ----- | ----- | ----- | ----- | ----- | ------ | ---------- |
| أستراليا         | د1    | ن.ن   | ن     | ن     | ن     | ن     | ن.ن   | غ     | د2    | د3    | غ     | غ     | د3    | ر.ن   | غ     | غ     | د2    | غ     | غ     | د2 / A | 0 / 13     |
| فرنسا            | غ     | غ     | ر.ن   | د4    | ر.ن   | ر.ن   | ر.ن   | غ     | غ     | د3    | غ     | غ     | غ     | غ     | غ     | غ     | غ     | غ     | غ     | غ      | 0 / 6      |
| بطولة ويمبلدون   | غ     | غ     | د4    | د3    | ر.ن   | د3    | غ     | غ     | غ     | د4    | غ     | غ     | غ     | غ     | غ     | غ     | غ     | غ     | غ     | غ      | 0 / 5      |
| الولايات المتحدة | غ     | غ     | ر.ن   | ر.ن   | د3    | غ     | غ     | غ     | غ     | غ     | غ     | غ     | غ     | غ     | غ     | غ     | غ     | غ     | غ     | غ      | 0 / 3      |
| م.ف              | 0 / 1 | 0 / 1 | 0 / 4 | 0 / 4 | 0 / 4 | 0 / 3 | 0 / 2 | 0 / 0 | 0 / 1 | 0 / 3 | 0 / 0 | 0 / 0 | 0 / 1 | 0 / 1 | 0 / 0 | 0 / 0 | 0 / 1 | 0 / 0 | 0 / 0 | 0 / 1  | 0 / 27     |

- إجمالي ف / م = إجمالي الفوز والمشاركة

## روابط خارجية
- يان ليهان على موقع رابطة محترفات التنس (الإنجليزية)
- يان ليهان على موقع الاتحاد الدولي لكرة المضرب (الإنجليزية)
- يان ليهان على موقع كأس بيلي جين كينغ (الإنجليزية)
- يان ليهان على موقع اتحاد التنس الأسترالي (الإنجليزية)